# Xanthomelon saginatum
Xanthomelon saginatum är en snäckart som först beskrevs av Tom Iredale 1938.  Xanthomelon saginatum ingår i släktet Xanthomelon och familjen Camaenidae. Inga underarter finns listade i Catalogue of Life.